# Holotrichia niponensis
Holotrichia niponensis är en skalbaggsart som beskrevs av Lewis 1895. Holotrichia niponensis ingår i släktet Holotrichia och familjen Melolonthidae. Inga underarter finns listade i Catalogue of Life.